# Terraplanismo
O terraplanismo é promovido por organizações e indivíduos que afirmam que a Terra é plana enquanto negam a esfericidade da Terra, ao contrário de mais de dois milênios de consenso científico. As crenças da Terra Plana são pseudociência; as teorias e afirmações não são baseadas em conhecimento científico. Os defensores da Terra Plana são classificados por especialistas em filosofia e física como negadores da ciência.
Os grupos da Terra Plana da era moderna datam de meados do século XX. Aqueles que são sérios são muitas vezes motivados pela religião ou teorias da conspiração. Através do uso das mídias sociais, as teorias da Terra plana têm sido cada vez mais adotadas e promovidas por indivíduos não afiliados a grupos maiores. Muitos crentes usam as mídias sociais para divulgar seus pontos de vista.

## Séculos XIX e início do século XX

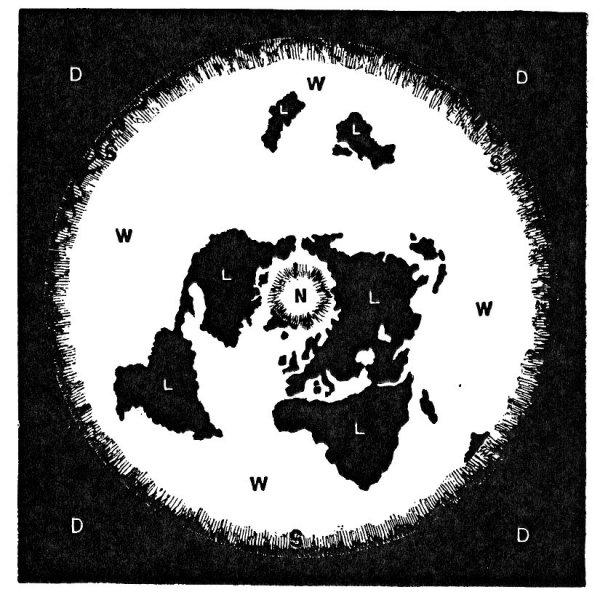
Mapa da Terra plana de Rowbotham

A crença moderna da Terra plana originou-se com o escritor inglês Samuel Rowbotham (1816-1884). Com base em conclusões derivadas dos seus experimentos do nível do Velho Rio Bedford de 1838, Rowbotham publicou o panfleto de 1849 intitulado Zetetic Astronomy (Astronomia Zetética), escrevendo sob o pseudônimo de "Parallax". Mais tarde, ele expandiu isso para o livro Earth Not a Globe, propondo que a Terra é um disco plano centrado no Polo Norte e delimitado ao longo de sua borda sul por uma parede de gelo, a Antártica. Rowbotham afirmou ainda que o Sol e a Lua estavam a cerca de 4.800 km acima da Terra e que o "cosmos" estava a 5.000 km acima da Terra. Ele também publicou um folheto intitulado "The Inconsistency of Modern Astronomy and its Opposition to the Scriptures (A Inconsistência da Astronomia Moderna e sua Oposição às Escrituras)", que argumentava que "a Bíblia, ao lado de nossos sentidos, apoiava a ideia de que a Terra era plana e imóvel e essa verdade essencial não deveria ser deixada de lado em prol de um sistema baseado apenas em conjecturas humanas".
Rowbotham e seguidores como William Carpenter ganharam atenção pelo uso bem sucedido da pseudociência em debates públicos com cientistas importantes como Alfred Russel Wallace. Rowbotham criou uma Sociedade Zetética na Inglaterra e Nova Iorque, enviando mais de mil cópias do livro "Astronomia Zetética". Wallace repetiu o experimento do nível de Bedford em 1870, corrigindo a refração atmosférica e mostrando uma Terra esférica.
Em 1877, John Hampden produziu o livro "A New Manual of Biblical Cosmography (Um Novo Manual de Cosmografia Bíblica)". Rowbotham também produziu estudos que pretendiam mostrar que os efeitos dos navios desaparecendo abaixo do horizonte poderiam ser explicados pelas leis da perspectiva em relação ao olho humano.
Após a morte de Rowbotham, Lady Elizabeth Blount estabeleceu a Universal Zetetic Society (Sociedade Zetética Universal) em 1893, cujo objetivo era "a propagação do conhecimento relacionado à Cosmogonia Natural em confirmação das Sagradas Escrituras, com base na investigação científica prática". A sociedade publicou uma revista, The Earth Not a Globe Review (A Terra Não é um Globo Revisada). Um jornal da Terra plana, Earth: a Monthly Magazine of Sense and Science (Terra: uma revista mensal de sentido e ciência), foi publicado entre 1901 e 1904, editado por Lady Blount. Ela sustentou que a Bíblia era a autoridade inquestionável sobre o mundo natural e argumentou que não se pode ser cristão e acreditar que a Terra é um globo. Membros bem conhecidos incluíam E. W. Bullinger da Sociedade Bíblica Trinitária, Edward Haughton, moderador sênior em ciências naturais no Trinity College Dublin e um arcebispo. Ela repetiu os experimentos de Rowbotham, gerando alguns contra-experimentos, mas o interesse diminuiu após a Primeira Guerra Mundial. O movimento deu origem a vários livros que defendiam uma Terra plana e estacionária, incluindo Terra Firma de David Wardlaw Scott.
Outros terraplanistas notáveis incluem:
- William Carpenter, um tipógrafo originalmente de Greenwich, era um defensor de Rowbotham. Carpenter publicou Theoretical Astronomy Examined and Exposed – Proving the Earth not a Globe (Astronomia Teórica Examinada e Exposta – Provando que a Terra não é um Globo) em oito partes desde 1864 sob o nome Common Sense (Senso comum).[21] Mais tarde, emigrou para Baltimore, onde publicou "One Hundred Proofs the Earth is Not a Globe (Cem provas de que a Terra não é um globo)" em 1885.[22] Ele escreveu: "Há rios que correm por centenas de milhas em direção ao nível do mar sem cair mais do que alguns centímetros - notadamente o Nilo, que, em 1,6km, cai apenas 30 centímetros. Uma extensão plana desse nível é bastante incompatível com a ideia de convexidade da Terra. É, portanto, uma prova razoável de que a Terra não é um globo", bem como: "Se a Terra fosse um globo, um modelo globo pequeno seria o melhor - porque seria a mais verdadeira – coisa para o navegador levar para o mar com ele. Mas tal coisa não se sabe: com tal brinquedo como guia, o marinheiro naufragaria seu navio, com certeza! Isso é uma prova de que a Terra é não um globo."
- John Jasper, um escravo americano que se tornou um pregador prolífico e amigo de Carpenter, ecoou os sentimentos de seu amigo em seu sermão mais famoso "The Sun do move (O Sol se move)", pregado mais de 250 vezes, sempre por convite. Em um relato escrito de seu sermão, publicado no The Richmond Whig de 19 de março de 1878, Jasper diz que frequentemente citava o verso "Eu vi quatro anjos em pé nos quatro cantos da terra"[23] e prosseguia argumentando: "Então, estamos vivendo em uma terra de quatro cantos; então, meus amigos, vocês podem me dizer como, em nome de Deus, uma terra de quatro cantos pode ser redonda!" No mesmo artigo argumentava: "se a terra é como dizem os outros, que defendem uma teoria diferente, situados do outro lado, essas pessoas seriam obrigadas a andar no chão com os pés para cima como moscas no teto de uma sala. "[24]
- Em Brockport, Nova Iorque, em 1887, M. C. Flanders defendeu o caso de uma Terra plana por três noites contra dois cavalheiros científicos que defendiam a esfericidade. Cinco cidadãos escolhidos como juízes votaram unanimemente por uma Terra plana no final. O caso foi relatado no Brockport Democrat.[25]
- Joseph W. Holden do Maine, um ex-juiz de paz, deu numerosas palestras na Nova Inglaterra e lecionou sobre a teoria da Terra plana na Exposição Colombiana em Chicago. Sua fama se estendeu até a Carolina do Norte, onde o Marco quinzenal de Statesville registrou em sua morte em 1900: "Nós mantemos a doutrina de que a Terra é plana e lamentamos muito saber que um de nossos membros está morto".[19]
- Em 1898, durante sua circunavegação solo do mundo, Joshua Slocum encontrou um grupo de terraplanistas em Durban, África do Sul. Três bôeres, um deles clérigo, presentearam Slocum com um panfleto no qual eles tentavam provar que o mundo era plano. Paul Kruger, presidente da República do Transvaal, apresentou a mesma visão: "Você não quer dizer ao redor do mundo, pois é impossível! Você quer dizer no mundo. Impossível!"[26]
- De 1915 a 1942 Wilbur Glenn Voliva, que em 1906 assumiu a Igreja Católica Cristã, uma seita pentecostal que estabeleceu uma comunidade utópica em Zion, Illinois, pregou a doutrina da Terra plana. Ele usou uma fotografia de um trecho de 19 km da costa no Lago Winnebago, Wisconsin, tirada 3 cm acima da linha d'água para provar seu ponto de vista. Quando o dirigível Itália desapareceu em uma expedição ao Polo Norte em 1928, ele avisou a imprensa mundial que havia navegado sobre a borda do mundo. Ele ofereceu um prêmio de US$5 000 para quem provasse que a Terra não é plana, sob suas próprias condições.[27] Ensinar um modelo de Terra esférica foi proibido nas escolas de Zion, e a mensagem foi transmitida em sua estação de rádio WCBD.[19]
- Junto com aqueles que o seguiram, Frank Cherry (falecido em 1963), o fundador da religião dos Israelitas negros, ensinou a existência de uma Terra plana "cercada por três camadas de céu".[28]

## Sociedade Internacional de Pesquisa da Terra Plana
Em 1956, Samuel Shenton criou a International Flat Earth Research Society como sucessora da Universal Zetetic Society, administrando-a como "secretário organizador" de sua casa em Dover, Inglaterra. Dado o interesse de Shenton em ciência e tecnologia alternativas, a ênfase em argumentos religiosos era menor do que na sociedade predecessora. Isso foi pouco antes de a União Soviética lançar o primeiro satélite artificial, o Sputnik; ele respondeu: "Navegar ao redor da Ilha de Wight provaria que ela era esférica? É exatamente o mesmo para aqueles satélites."
Seu objetivo principal era alcançar as crianças antes que elas estivessem convencidas sobre o modelo de Terra esférica. Apesar de muita publicidade, a corrida espacial erodiu o apoio de Shenton na Grã-Bretanha até 1967, quando ele começou a se tornar famoso devido ao programa Apollo. Quando as imagens de satélite mostraram a Terra como uma esfera, Shenton observou: "É fácil ver como uma fotografia como essa poderia enganar o olho destreinado". Mais tarde, questionado sobre fotografias semelhantes tiradas por astronautas, ele atribuiu a curvatura ao uso de lentes grande angulares, acrescentando: "É um engano do público e não está certo".
Em 1969, Shenton persuadiu Ellis Hillman, professora da Politécnica do Leste de Londres, a se tornar presidente da Flat Earth Society; mas há pouca evidência de qualquer atividade de sua parte até depois da morte de Shenton, quando ele adicionou a maior parte da biblioteca de Shenton aos arquivos da Science Fiction Foundation que ele ajudou a estabelecer.

Shenton morreu em 1971. Charles K. Johnson, um correspondente da Califórnia, herdou parte da biblioteca de Shenton da esposa de Shenton; ele incorporou e tornou-se presidente da International Flat Earth Research Society of America e da Covenant People's Church (Igreja do Povo da Aliança) na Califórnia. Nas três décadas seguintes, sob sua liderança, a Flat Earth Society cresceu para 3.500 membros.

Relatos históricos e história falada nos dizem que a parte da Terra pode ter sido quadrada, tudo em uma massa de uma só vez, então como agora, o norte magnético sendo o centro. Vastos eventos cataclísmicos e tremores, sem dúvida, separaram a terra, dividiram a Terra para serem nossos atuais continentes ou ilhas como existem hoje. Uma coisa que sabemos com certeza sobre este mundo... o mundo habitado conhecido é Flat, Level, Plain World.

-Folheto escrito por Charles K. Johnson, 1984.
Johnson passou anos examinando os estudos das teorias da Terra plana e redonda e propôs evidências de uma conspiração contra a Terra plana: "A ideia de um globo giratório é apenas uma conspiração de erro que Moisés, Colombo e FDR lutaram ..." Seu artigo foi publicado na revista Science Digest em 1980. Ele continua afirmando: "Se é uma esfera, a superfície de um grande corpo de água deve ser curvada. Os Johnsons verificaram as superfícies do Lago Tahoe e do Mar Salton sem detectar qualquer curvatura."
Johnson publicou muitas publicações e tratou de todos os pedidos de adesão. A publicação mais famosa foi Flat Earth News, um tabloide trimestral de quatro páginas. Johnson pagou por essas publicações por meio de quotas anuais dos membros que custaram de US$6 a US$10 ao longo de sua liderança. Johnson citou a Bíblia para suas crenças, e ele viu os cientistas como farsantes que planejavam substituir a religião pela ciência.
O modelo planetário mais recente da Flat Earth Society é que a humanidade vive em um disco, com o Polo Norte no centro e uma parede de gelo de 46 metros, Antártica, na borda externa. O mapa resultante se assemelha ao símbolo das Nações Unidas, que Johnson usou como evidência para sua posição. Neste modelo, o Sol e a Lua têm cada um 51 km de diâmetro.
A Flat Earth Society recrutou membros falando contra o governo dos EUA e todas as suas agências, particularmente a NASA. Grande parte da literatura da sociedade em seus primeiros dias se concentrou em interpretar a Bíblia para argumentar que a Terra é plana, embora eles tentassem oferecer explicações e evidências científicas.

### Crítica

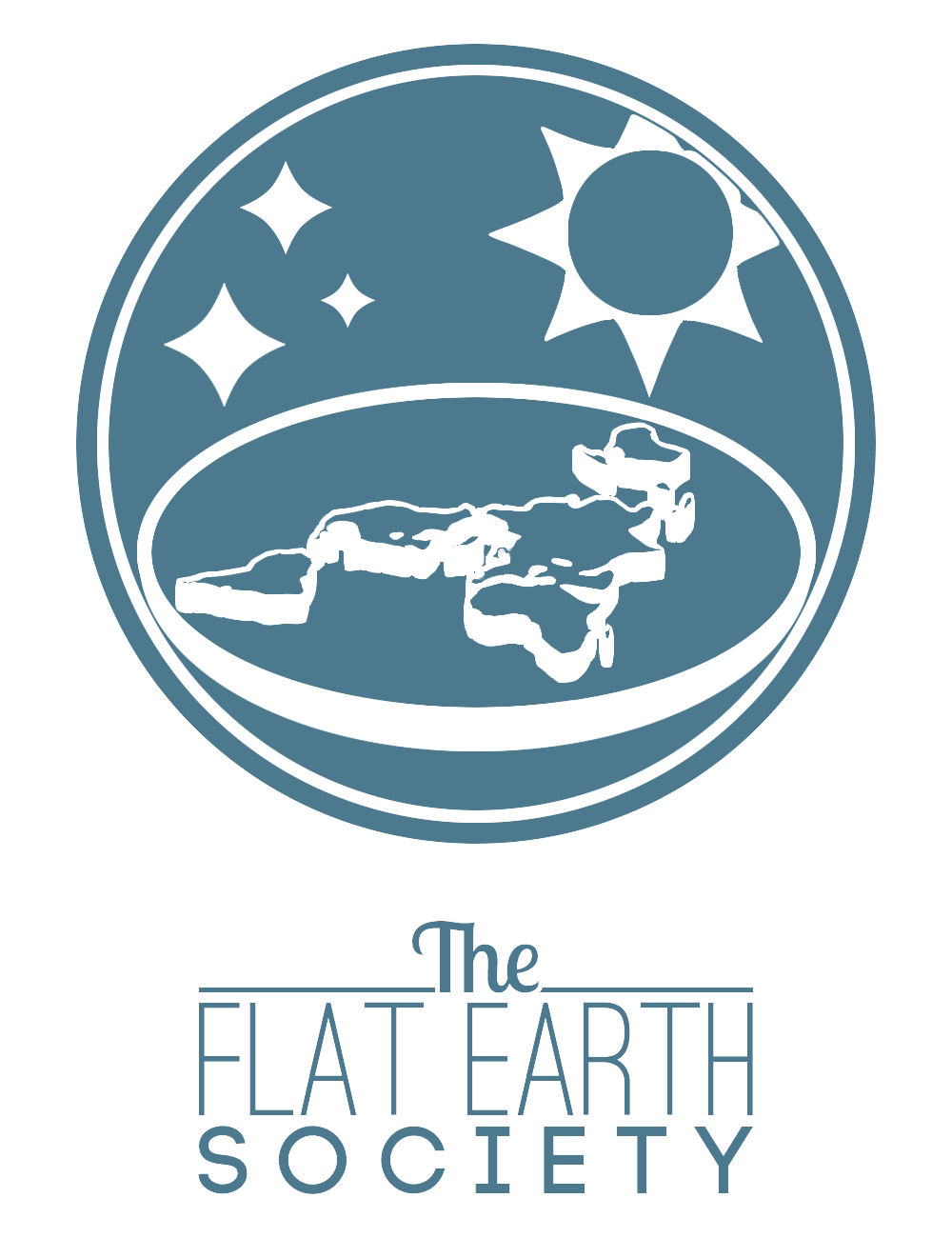
Logo da Sociedade da Terra Plana em 2013

Eugenie Scott chamou o grupo de um exemplo de "teologia extremista de literalismo bíblico: A Terra é plana porque a Bíblia diz que é plana, independentemente do que a ciência nos diz".

### Declínio e reascenção
De acordo com Charles K. Johnson, o número de membros do grupo subiu para 3.500 sob sua liderança, mas começou a diminuir após um incêndio em sua casa em 1997 que destruiu todos os registros e contatos dos membros da sociedade. A esposa de Johnson, que ajudou a gerenciar o banco de dados de membros, morreu pouco depois. O próprio Johnson morreu em 19 de março de 2001.
Em 2004, Daniel Shenton (não relacionado a Samuel) ressuscitou a Flat Earth Society, baseando-a em um fórum de discussão na internet. Ele acredita que ninguém forneceu provas de que o mundo não é plano.
Isso eventualmente levou ao relançamento oficial da sociedade em outubro de 2009, e à criação de um novo site, apresentando uma coleção pública de literatura da Terra plana e uma wiki. Além disso, a sociedade começou a aceitar novos membros pela primeira vez desde 2001, com o músico Thomas Dolby se tornando o primeiro a se juntar à sociedade recém-reunida. Em julho de 2017, mais de 500 pessoas se tornaram membros.
Em 2013, parte desta sociedade se separou para formar um novo grupo baseado na web também com fórum e wiki.

## Ressurgimento na era da internet

### Explicações sociológicas para crenças contrafactuais
Na era da Internet, a disponibilidade de tecnologia de comunicação e mídias sociais como YouTube, Facebook e Twitter tornou mais fácil para indivíduos, famosos ou não, espalhar desinformação e atrair outras pessoas para ideias equivocadas. Um dos tópicos que floresceu neste ambiente foi o da Terra plana. Esses sites tornaram mais fácil para teóricos com ideias semelhantes se conectarem e reforçarem mutuamente suas crenças. A mídia social teve um "efeito nivelador", em que os especialistas têm menos influência na mente do público do que costumavam ter com a mídia centralizada.
O YouTube enfrentou críticas por permitir a disseminação de desinformação e teorias da conspiração por meio de sua plataforma. Em 2019, o YouTube afirmou que estava fazendo mudanças em seu software para reduzir a distribuição de vídeos com base em teorias da conspiração, incluindo a Terra plana.
Em 2018, foi lançado o documentário Behind the Curve (A Terra é plana), que segue os proeminentes terraplanistas modernos Mark Sargent e Patricia Steere, bem como astrofísicos e psicólogos que tentam explicar a crescente tendência. O Dr. Joe Pierre, professor de psiquiatria da UCLA, culpou o efeito Dunning-Kruger, no qual pessoas que sabem muito pouco avaliam a si mesmas como especialistas; mal-entendidos de simples observação; práticas pseudocientíficas que falham em separar conclusões confiáveis de não confiáveis; e uma divergência progressiva da realidade que começa com a crença de que as fontes centralizadas de informação e o Estado não são confiáveis.
Os Terraplanistas modernos, geralmente adotam alguma forma de teoria da conspiração pela necessidade de explicar por que grandes instituições como governos, meios de comunicação, escolas, cientistas e companhias aéreas afirmam que o mundo é uma esfera. Eles tendem a não confiar em observações que não fizeram e muitas vezes desconfiam ou discordam uns dos outros. Patricia Steere admitiu em Behind the Curve que ela não acreditaria que um evento como o atentado na Maratona de Boston fosse real a menos que ela tivesse sua própria perna estourada. Os crentes da Terra plana no documentário também professaram crença em teorias da conspiração sobre vacinas, organismos geneticamente modificados, chemtrails, 11 de setembro e transgenerismo; alguns disseram que os dinossauros e a evolução também eram falsos, e que o heliocentrismo é uma prática pagã de adoração ao Sol.
Os especialistas científicos do Behind the Curve apontaram o viés de confirmação como uma maneira de manter uma crença contrafactual, escolhendo apenas evidências de apoio e descartando qualquer evidência que não se confirme como parte da suposta conspiração global.
Alguns crentes da Terra plana, como os autores Zen Garcia e Edward Hendrie, citam a Bíblia cristã como evidência. Alguns críticos da ideia da Terra plana, como o astrônomo Danny R. Faulkner, são criacionistas da Terra jovem e tentam explicar o modelo da Terra plana com a Bíblia. Em 3 de maio de 2018, Steven Novella analisou a crença moderna em uma Terra plana e concluiu que, apesar do que a maioria das pessoas pensa sobre o assunto, os crentes estão sendo sinceros em sua crença de que a Terra é plana, e não "só dizendo isso para acabar com a gente". Ele afirmou que:

No final, esse é o mau funcionamento central dos terraplanistas e a rejeição populista moderna da especialização em geral. É uma visão terrivelmente simplista do mundo que ignora (em parte por ignorância, e em parte por raciocínio motivado) as [sic] complexidades reais de nossa civilização. Em última análise, é preguiçoso, infantil e auto-indulgente, resultando em um profundo nível de ignorância.
O ativista cético britânico Michael Marshall participou da Convenção anual da Terra Plana do Reino Unido de 27 a 29 de abril de 2018 e observou desacordo em várias visões dos crentes sobre o modelo de Terra plana. Para Marshall, um dos momentos mais reveladores da convenção foi o teste "Flat Earth Addiction (Vício da Terra Plana)", baseado em uma lista de verificação usada para determinar se alguém está em um culto, sem que os participantes da convenção percebessem a possibilidade de estarem em um culto.

### Crenças
Com base nos palestrantes da Convenção da Terra Plana do Reino Unido de 2018, os crentes da Terra plana variam muito em seus pontos de vista. Enquanto a maioria concorda com uma Terra em formato de disco, alguns estão convencidos de que a Terra é em forma de diamante. Além disso, enquanto a maioria dos crentes não acredita no espaço sideral e nenhum acredita que os humanos já viajaram para lá, eles variam muito em suas visões do universo.
Os cineastas de Behind the Curve participaram de outra conferência da Terra plana na qual um número substancial de pessoas acreditava que a Terra era um plano infinito, potencialmente com mais continentes além da suposta parede de gelo circular da Antártica. Alguns crentes da Terra plana são tão conspiradores que suspeitam que outros crentes da Terra plana também são de alguma forma parte da conspiração global e não são confiáveis. No documentário, os participantes da conferência foram advertidos contra a participação por Math Powerland, também conhecido como Matt Boylan, que postou vídeos alegando que outros estavam trabalhando para a CIA ou a Warner Brothers.
Membros da Flat Earth Society e outros Terraplanistas afirmam que a NASA e outras agências governamentais conspiram para fabricar evidências de que a Terra é esférica. De acordo com a versão mais difundida da atual teoria da Terra plana, a NASA está guardando a parede de gelo da Antártica que circunda a Terra. Os Terraplanistas argumentam que a NASA manipula e fabrica suas imagens de satélite, com base em observações de que a cor dos oceanos muda de imagem para imagem e que os continentes parecem estar em lugares diferentes. A imagem perpetuada publicamente é mantida por meio de uma prática em larga escala de "compartimentalização", segundo a qual apenas um número seleto de indivíduos tem conhecimento sobre a verdade.

### Atividades sociais e experimentais de céticos e crentes
Organizações céticas em relação a crenças marginais ocasionalmente realizaram testes para demonstrar a curvatura local da Terra. Um deles, conduzido por membros do Grupo de Investigações Independentes, no Lago Salton, em 10 de junho de 2018, contou com a presença também de defensores da Terra plana, e o encontro entre os dois grupos foi registrado pelo National Geographic Explorer. Este experimento demonstrou com sucesso a curvatura da Terra através do desaparecimento à distância de alvos baseados em barcos e em terra firme.
O documentário de 2018, Behind the Curve, seguiu dois grupos de crentes americanos da Terra plana que estavam tentando reunir provas empíricas em primeira mão para essa crença. Um grupo do programa do YouTube Globe Busters usou um giroscópio a laser em uma tentativa de mostrar que a Terra não estava girando. Em vez disso, eles detectaram a rotação real de 15º por hora da Terra, uma medida que eles descartaram como corrompida pelo dispositivo de alguma forma captando a rotação do "firmamento". Outro grupo usou lasers na tentativa de mostrar que um trecho de vários quilômetros de água é perfeitamente plano, medindo a distância entre o nível da água e o feixe de laser ao longo de três postes verticais. Eles não conseguiram alinhar o feixe como esperavam porque a superfície da água parada estava de fato dobrada em vários pés acima da distância medida; o experimento foi descartado como inconclusivo.
Behind The Curve ilustrou como os crentes da Terra plana confiam em afirmações mal verificadas. Mark Sargent afirmou ter observado o sítio "flightaware.com" por muito tempo para verificar se algum voo viajava entre os continentes do Hemisfério Sul, que em seu modelo de disco estariam muito mais distantes do que no globo. Ele alegou não ter visto tais voos e tomou isso como evidência para o modelo de disco. A astrofísica do Caltech Hannalore Gerling-Dunsmore foi ao local e imediatamente encontrou voos que contradiziam as alegações de Sargent.
O eclipse solar de 21 de agosto de 2017 deu origem a vários vídeos do YouTube que pretendem mostrar como os detalhes do eclipse provam que a Terra é plana. Em 2017, "o mundo científico e educacional tunisiano e árabe" escandalizou quando um estudante de doutorado apresentou uma tese "declarando que a Terra é plana, imóvel, jovem (com apenas 13.500 anos de idade) e o centro do universo".
Em 2018, o astrônomo Yaël Nazé analisou a polêmica sobre uma dissertação de doutorado proposta por um estudante da Universidade de Sfax, na Tunísia, que defendia uma Terra plana, bem como um modelo geocêntrico do sistema solar e uma Terra jovem. A dissertação, que não havia sido aprovada pelo comitê que supervisiona as teses de estudos ambientais, foi divulgada e denunciada em 2017 por Hafedh Ateb, fundador da Sociedade Astronômica da Tunísia, em sua página no Facebook.
Em março de 2019, a personalidade da mídia social, Logan Paul, lançou um documentário satírico sobre a Terra plana chamado FLAT EARTH: To The Edge And Back (TERRA PLANA: Para a borda e para casa).
A Flat Earth Society tem uma conta no Twitter, @FlatEarthOrg. Esta conta compartilha informações sobre seu grupo e promove as ideologias da Terra plana.

### Mike Hughes
Mike Hughes, um temerário e teórico da conspiração da Terra plana, usou um foguete tripulado caseiro na tentativa de ver por si mesmo se a Terra é plana em 24 de março de 2018. Seu foguete feito de sucata foi estimado em US$ 20.000, e usando uma casa móvel como plataforma de lançamento personalizada conseguiu subir cerca de 570 m com Hughes dentro e terminou com um pouso forçado, mas com os paraquedas sendo ativados com sucesso. O fogueteiro amador não ficou gravemente ferido e permaneceu firme em suas crenças da Terra plana. Ele afirmou que a evidência real virá com "foguetes maiores". Hughes morreu em um acidente em 22 de fevereiro de 2020 enquanto pilotava um voo de seu foguete a vapor em mais uma tentativa de provar que a Terra era plana. O acidente foi causado por um desdobramento precoce e separação do paraquedas de retorno no veículo. O foguete atingiu o solo após cair de uma altitude de várias centenas de metros. Hughes morreu instantaneamente.
Após a morte de Hughes, seu representante de relações públicas Darren Shuster afirmou que Hughes "não acreditava na Terra plana" e que era "um golpe de publicidade" para obter visibilidade, enquanto Michael Linn, que trabalhou no documentário Rocketman: Mad Mike's Mission to Prove the Flat-Earth, disse que a crença de Hughes parecia genuína.

### Consequências e respostas sociais
Os cineastas de Behind The Curve conversaram com várias pessoas que disseram que, como resultado de suas crenças na Terra plana, perderam parceiros românticos e não falaram mais com muitos amigos e familiares. Um disse que estava cansado de ouvir que era um idiota. O grupo do Facebook Flat Earth Match é um site de namoro usado por alguns para encontrar parceiros românticos que compartilham essas crenças. Especialistas apontaram que depois que os laços sociais com pessoas fora da comunidade da Terra plana são perdidos, uma consequência de abandonar a crença da Terra plana seria a perda de todos os relacionamentos restantes.
O físico do Caltech, Spiros Michaelakis, opinou que, em vez de desprezar os terraplanistas, os cientistas deveriam fazer um trabalho melhor ao ensinar fatos científicos. Vários especialistas científicos e médicos no documentário apoiaram a melhoria da alfabetização científica e evitaram a marginalização dos terraplanistas. Eles apontaram que as pessoas que desconfiam de toda a ciência, incluindo verdades sobre vacinas, evolução e mudanças climáticas, tomariam decisões mal informadas, e que pessoas que não exercem a habilidade de pensamento crítico podem ser facilmente manipuladas. Eles também apontaram que alguns crentes foram motivados a espalhar ideias falsas e que, por não serem limitados pelos fatos, podem sofrer mutações e se tornar menos inofensivos do que uma mera crença sobre a forma da Terra.

## Efeitos e evidências empíricas para a forma esférica
A forma aproximadamente esférica da Terra pode ser confirmada por muitos tipos diferentes de observação do nível do solo, aeronaves e espaçonaves. A forma causa uma série de fenômenos que uma Terra plana não faria. Alguns desses fenômenos e observações seriam possíveis em outras formas, como um disco curvo ou toro, mas nenhuma outra forma explicaria todos eles.

### Visibilidade de objetos distantes na superfície da Terra

Gráficos de distâncias ao horizonte verdadeiro na Terra para uma dada altura "h". "s" está ao longo da superfície da Terra, "d" é a distância em linha reta e "~d" é a distância aproximada em linha reta assumindo que h << o raio da Terra, 6371 km. Na imagem SVG, passe o mouse sobre um gráfico para destacá-lo.

Em uma Terra plana sem obstruções, o próprio solo jamais obscureceria objetos distantes; seria possível ver todo o caminho até a borda do mundo. Uma superfície esférica tem um horizonte mais próximo quando visto de uma altitude mais baixa. Em teoria, uma pessoa em pé na superfície com os olhos a 1,8 metros acima do solo pode ver o horizonte a cerca de 4,79 km de distância, mas uma pessoa no topo da Torre Eiffel, a 273 metros do solo, pode ver o horizonte a cerca de 58,98 km de distância.
Esse fenômeno permite uma maneira de confirmar que a superfície da Terra é localmente convexa: se o grau de curvatura for o mesmo em todos os lugares da superfície da Terra, e essa superfície for grande o suficiente, a curvatura constante mostraria que a Terra é esférica. Na prática, esse método não é confiável por causa das variações na refração atmosférica, que é o quanto a atmosfera consegue curvar a luz que passa por ela. A refração pode dar a impressão de que a superfície da Terra é plana, curvada de forma mais convexa do que é, ou mesmo que é côncava (foi o que aconteceu em vários ensaios do experimento do nível de Bedford).
O fenômeno da refração atmosférica pode ser visto quando objetos distantes parecem estar quebrados em pedaços ou mesmo virados de cabeça para baixo. Isso é frequentemente visto ao pôr do sol, quando a forma do Sol é distorcida, mas também é fotografada acontecendo com navios. Uma fotografia tirada do outro lado do Lago Michigan, fez com que a cidade de Chicago aparecesse no horizonte de cabeça para baixo, e quebrada em pedaços (mesmo estando abaixo da linha do horizonte).
Quando a atmosfera está relativamente bem misturada, os efeitos visuais geralmente esperados de uma Terra esférica podem ser observados. Por exemplo, navios que viajam em grandes massas de água (como o oceano) desaparecem progressivamente no horizonte, de modo que a parte mais alta do navio ainda pode ser vista mesmo quando as partes mais baixas não podem, proporcionalmente à distância do observador. Da mesma forma, na época dos veleiros, um marinheiro subia em um mastro para conseguir ver mais longe. O mesmo vale para o litoral ou montanha quando visto de um navio ou através de um grande lago ou terreno plano.

### Eclipses lunares
A sombra da Terra na Lua durante um eclipse lunar é sempre um círculo escuro que se move de um lado da Lua para o outro (parcialmente cobrindo-a durante um eclipse parcial). A única forma que projeta uma sombra redonda, não importa para qual direção seja apontada, é uma esfera, e os antigos gregos deduziram que isso deveria significar que a Terra é esférica.
O efeito pode ser produzido por um disco que sempre enfrenta a Lua de frente durante o eclipse, mas isso é inconsistente com o fato de que a Lua raramente está alinhada acima em linha reta durante um eclipse. Para cada eclipse, a superfície local da Terra é apontada em uma direção diferente. A sombra de um disco mantido em ângulo, é oval, e não um círculo como é visto durante o eclipse. A ideia da Terra ser um disco também é inconsistente com o fato de que um determinado eclipse lunar é visível apenas de uma metade da Terra de cada vez.

### Aparência da Lua

A Lua travada por maré na Terra (esquerda) e como seria sem trava de maré (direita)

O fenômeno de acoplamento de maré, resulta na Lua sempre mostrar apenas uma face para a Terra (veja a imagem animada). Se a Terra fosse plana, com a Lua pairando acima dela, então a face da Lua visível para as pessoas na Terra variaria de acordo com a localização do observador, em vez de mostrar apenas um "lado da face" mundialmente. Se a Terra fosse plana, com a Lua girando em torno dela travada por maré, então a Lua seria vista simultaneamente em todos os lugares da Terra ao mesmo tempo, mas seu tamanho aparente, a parte voltada para o observador e a orientação do lado voltado para cada observador mudariam gradualmente para cada observador à medida que sua posição se moveria pelo céu ao longo da noite.

### Observação do céu em grande altitude
Em uma Terra perfeitamente esférica, sem considerar obstruções e a refração atmosférica, sua superfície bloqueia metade do céu para um observador próximo à superfície. Afastar-se da superfície da Terra implica que o solo bloqueia cada vez menos o céu. Por exemplo, quando vista da Lua, a Terra bloqueia apenas uma pequena porção do céu porque está muito distante. Este efeito da geometria significa que, quando visto de uma montanha alta, terreno plano ou oceano, sua superfície bloqueia menos de 180° do céu. Com a presunção de uma Terra esférica, uma expedição encomendada pelo califa Almamune usou esse fato para calcular a circunferência da Terra dentro de 7.920 km (4.900 milhas) do valor correto de cerca de 40.000 km (25.000 milhas), e possivelmente com a precisão de 180 km (110 milhas). A taxa de mudança no ângulo bloqueado pela Terra à medida que a altitude aumenta seria diferente em um disco. A quantidade de superfície bloqueada seria teoricamente diferente em uma montanha próxima à borda de uma Terra plana em comparação com uma montanha exatamente no meio de uma Terra plana, mas isso não é observado. Pesquisas de toda a Terra mostram que sua forma é localmente convexa em todos os lugares, confirmando que é muito próxima da esférica.

### Observação de certas estrelas fixas em diferentes locais
As estrelas fixas podem ser demonstradas como muito distantes por medições diurnas de paralaxe. Tais medições não mostram mudanças nas posições das estrelas. Ao contrário do Sol, da Lua e dos planetas, eles não mudam de posição uma em relação a outra ao longo da vida humana; as formas das constelações são constantes. Isso os torna um plano de fundo de referência conveniente para determinar o formato da Terra. Adicionar medições de distância no solo permite o cálculo do tamanho da Terra.
O fato de que diferentes estrelas são visíveis de diferentes locais da Terra foi notado nos tempos antigos. O filósofo Aristóteles, escreveu que algumas estrelas podem ser vistas do Egito, e que não são visíveis da Europa. Isso não seria possível se a Terra fosse plana.
Uma estrela tem uma altitude acima do horizonte para um observador se a estrela for visível. Observar a mesma estrela ao mesmo tempo de duas latitudes diferentes dá duas altitudes diferentes. Usando a geometria, as duas altitudes junto com a distância entre os dois locais permitem um cálculo do tamanho da Terra. Usando observações em Rodes (na Grécia) e Alexandria (no Egito) e a distância entre eles. O filósofo grego antigo Posidônio, usou essa técnica para calcular a circunferência do planeta dentro de talvez 4% do valor correto. Os equivalentes modernos de suas unidades de medida não são conhecidos com precisão, portanto, não está claro o quão precisa foi a sua medida.

#### Observação de constelações nos hemisférios Norte e Sul em diferentes estações
O fato de as estrelas visíveis dos polos norte e sul não se sobreporem deve significar que os dois pontos de observação estão em lados opostos da Terra, o que não é possível se a Terra for um disco, mas é possível para outras formas como uma esfera, (mas também qualquer outra forma convexa como uma rosquinha ou haltere).
O Polo Norte está em noite contínua durante seis meses do ano. O mesmo hemisfério de estrelas (uma visão de 180°) é sempre visível enquanto está escuro, fazendo uma rotação no sentido anti-horário a cada 24 horas. A estrela Polaris (a "Estrela do Norte") está quase diretamente acima e, portanto, no centro dessa rotação. Algumas das 88 constelações modernas visíveis são a Ursa Maior (incluindo a Caçarola), Cassiopeia e Andrômeda. Nos outros seis meses do ano, o Polo Norte está em plena luz do dia, com a luz do Sol encobrindo as estrelas. Esse fenômeno e seus efeitos análogos no Polo Sul são o que definem os dois polos. Mais de 24 horas de luz do dia contínua só podem ocorrer ao norte do Círculo Polar Ártico e ao sul do Círculo Polar Antártico.
No Polo Sul, um conjunto completamente diferente de constelações é visível durante os seis meses de noite contínua, incluindo Orion, Crux e Centaurus. Este hemisfério de estrelas de 180° gira no sentido horário uma vez a cada 24 horas em torno de um ponto diretamente acima, onde não há estrelas particularmente brilhantes.
De qualquer ponto do equador, todas as estrelas visíveis em qualquer lugar da Terra naquele dia são visíveis ao longo da noite enquanto o céu gira em torno de uma linha traçada do norte ao sul. Ao olhar para o leste, as estrelas visíveis do polo norte estão à esquerda e as estrelas visíveis do polo sul estão à direita. Isso significa que o equador deve estar voltado para um ângulo de 90° dos polos.
A direção de qualquer ponto intermediário na Terra também pode ser calculada medindo os ângulos das estrelas fixas e determinando quanto do céu é visível. Por exemplo, a cidade de Nova Iorque fica a cerca de 40° ao norte do equador. O movimento aparente do Sol apaga partes ligeiramente diferentes do céu de um dia para o outro, mas ao longo de todo o ano ele vê uma cúpula de 280° (360° - 80°). Assim, por exemplo, tanto Orion quanto a Ursa Maior são visíveis durante pelo menos parte do ano.
As observações estelares a partir de um conjunto representativo de pontos em toda a Terra, combinada com o conhecimento da menor distância no solo entre quaisquer dois pontos, faz com que o único formato possível para a Terra seja aproximadamente uma esfera.

### Observando o Sol
Em uma Terra plana, um Sol que brilha em todas as direções iluminaria toda a superfície ao mesmo tempo, e todos os lugares experimentariam o nascer e o pôr do sol no horizonte aproximadamente ao mesmo tempo. Com uma Terra esférica, metade do planeta está à luz do dia a qualquer momento e a outra metade experimenta a noite. Quando um determinado local na Terra esférica está à luz do sol, seu antípoda – o local exatamente no lado oposto da Terra – está na escuridão. A forma esférica da Terra faz com que o Sol nasça e se ponha em diferentes momentos em diferentes lugares, e diferentes locais recebem diferentes quantidades de luz solar a cada dia.
Para explicar o dia e a noite, os fusos horários e as estações do ano, alguns conjecturistas da Terra plana propõem que o Sol não emite luz em todas as direções, mas age mais como um holofote, iluminando apenas parte da Terra plana de cada vez. Essa conjectura não é consistente com a observação: ao nascer e ao pôr do sol, um holofote do Sol estaria no céu pelo menos um pouco, em vez de no horizonte, onde sempre é realmente observado. Um "Sol holofote" também apareceria em diferentes ângulos no céu em relação a um solo plano do que em relação a um solo curvo. Assumindo que a luz viaja em linhas retas, as medições reais do ângulo do Sol no céu a partir de locais muito distantes um do outro são consistentes apenas com uma geometria em que o Sol está muito distante e está sendo visto da metade da luz do dia de uma Terra esférica. Esses dois fenômenos estão relacionados: Um "Sol holofote" de baixa altitude passaria a maior parte do dia perto do horizonte para a maioria dos locais da Terra, o que não é observado, quando na realidade ele nasce e se põe bem perto do horizonte. Um Sol de alta altitude passaria a maior parte do dia longe do horizonte, mas nasceria e se poria bem longe do horizonte, o que também não é observado.

#### Mudando a duração do dia
Em uma Terra plana com um Sol omnidirecional, todos os lugares experimentariam a mesma quantidade de luz do dia todos os dias e todos os lugares receberiam luz do dia ao mesmo tempo. A duração real do dia varia consideravelmente, com lugares mais próximos aos polos recebendo dias muito longos no verão e dias muito curtos no inverno, com o verão do norte acontecendo ao mesmo tempo que o inverno do sul. Os lugares ao norte do Círculo Polar Ártico e ao sul do Círculo Antártico não recebem luz solar por pelo menos um dia por ano e recebem luz solar 24 horas por pelo menos um dia por ano. Ambos os polos experimentam a luz do sol por 6 meses e a escuridão por 6 meses, em momentos opostos.
O movimento da luz do dia entre os hemisférios norte e sul acontece por causa da inclinação axial da Terra. A linha imaginária em torno da qual a Terra gira, que vai entre o Polo Norte e o Polo Sul, está inclinada cerca de 23° em relação à oval que descreve sua órbita ao redor do Sol. A Terra sempre aponta na mesma direção em que se move ao redor do Sol, então durante metade do ano (verão no Hemisfério Norte), o Polo Norte é apontado ligeiramente em direção ao Sol, mantendo-o à luz do dia o tempo todo porque o Sol ilumina o metade da Terra que está de frente para ele (e o Polo Norte está sempre nessa metade devido à inclinação). Para a outra metade da órbita, o Polo Sul está ligeiramente inclinado em direção ao Sol, e é inverno no Hemisfério Norte. Isso significa que, no equador, o Sol não está diretamente acima do meio-dia, exceto nos equinócios de março e setembro, quando um ponto no equador está apontado diretamente para o Sol.

#### Duração do dia além dos círculos polares
A duração do dia varia porque, à medida que a Terra gira, alguns lugares (próximos aos polos) passam apenas por uma pequena curva perto da parte superior ou inferior da metade da luz solar; outros lugares (perto do equador) percorrem curvas muito mais longas pelo meio. Em locais fora dos círculos polares, existem as chamadas "noites brancas" no meio do verão, nas quais o sol nunca está mais do que alguns graus abaixo do horizonte em junho, de modo que um crepúsculo brilhante persiste do pôr ao nascer do sol. Na Rússia, São Petersburgo usa esse fenômeno em seu marketing turístico.

#### Comprimento do crepúsculo
Crepúsculos mais longos são observados em latitudes mais altas (perto dos polos) devido a um ângulo mais raso do movimento aparente do Sol em comparação com o horizonte. Em uma Terra plana, a sombra do Sol atingiria a atmosfera superior muito rapidamente, exceto perto da borda mais próxima da Terra, e sempre se colocaria no mesmo ângulo em relação ao solo (o que não é o observado).
A duração do crepúsculo seria muito diferente em uma Terra plana. Em uma Terra redonda, a atmosfera acima do solo é iluminada por um tempo antes do nascer do sol e após o pôr do sol são observados ao nível do solo, porque o Sol ainda é visível de altitudes mais altas.
A conjectura do "Sol holofote" também não é consistente com esta observação, uma vez que o ar não pode ser iluminado sem que o solo abaixo dele também seja iluminado (exceto sombras de montanhas, arranha-céus e outros obstáculos de superfície).

#### Observar a luz do sol antes ou depois de ver o sol
É possível ver janelas iluminadas pelo sol de arranha-céus próximos do nível do solo alguns minutos antes de ver o sol nascer ou depois de ver o pôr do sol. Em uma massa de terra plana e não curva, levaria apenas alguns segundos, devido à proporção minúscula (compare ~ 45 metros / 150 pés de um prédio de 14 andares com distâncias intercontinentais). Se tal fenômeno fosse causado por uma propriedade prismática da atmosfera em um mundo plano, com uma fonte de luz relativamente pequena girando em torno da Terra (como em mapas posteriores da Terra Plana datados de 1800), isso contradiz a capacidade de ver um panorama do céu estrelado de cada vez à noite, em vez de um pequeno, porém distorcido, pedaço "esticado" dele. Da mesma forma, o topo de uma montanha é iluminado antes do nascer do sol e depois do pôr do sol, assim como as nuvens.

#### Assistindo o pôr do sol duas vezes
Em terreno plano, a diferença na distância até o horizonte entre deitado e em pé é grande o suficiente para ver o sol se pôr duas vezes, levantando-se rapidamente imediatamente após vê-lo se pôr pela primeira vez deitado. Isso também pode ser feito com uma plataforma elevatória ou com um elevador rápido. Em uma Terra plana ou em um segmento plano significativamente grande, não seria possível ver o Sol novamente (a menos que estivesse perto da borda mais próxima do Sol) devido a sombra do Sol estar em um movimento muito mais rápido.

#### Horário solar aparente e fusos horários
A cronometragem antiga contava "meio-dia" como a hora do dia em que o Sol está mais alto no céu, com o restante das horas do dia medido em relação a isso. Durante o dia, a hora solar aparente pode ser medida diretamente com um relógio de sol. No antigo Egito, os primeiros relógios de sol conhecidos dividiam o dia em 12 horas, mas como a duração do dia mudava com a estação, a duração das horas também mudava. Os relógios de sol que definiam as horas como sendo sempre a mesma duração apareceram no Renascimento. Na Europa Ocidental, torres de relógio foram usadas na Idade Média para manter as pessoas próximas informadas sobre a hora local, embora em comparação com os tempos modernos isso fosse menos importante em uma sociedade em grande parte agrária.
Como o Sol atinge seu ponto mais alto em momentos diferentes para diferentes longitudes (cerca de quatro minutos para cada grau de diferença de longitude leste ou oeste), o meio-dia solar local em cada cidade é diferente, exceto para aquelas diretamente ao norte ou ao sul uma da outra. Isso significa que os relógios em diferentes cidades podem ser deslocados entre si por minutos ou horas. À medida que os relógios se tornaram mais precisos e a industrialização tornou a cronometragem mais importante, as cidades passaram a significar o tempo solar, que ignora pequenas variações no tempo do meio-dia solar local ao longo do ano, devido à natureza elíptica da órbita da Terra e sua inclinação.
As diferenças no tempo do relógio entre as cidades geralmente não eram um problema até o advento das viagens ferroviárias em 1800, que tornavam as viagens entre cidades distantes muito mais rápidas do que a pé ou a cavalo, e também exigiam que os passageiros aparecessem em horários específicos para encontrar os trens desejados. No Reino Unido, as ferrovias adotaram gradualmente o Tempo Médio de Greenwich (definido a partir da hora local no observatório de Greenwich em Londres), seguido por relógios públicos em todo o país em geral, formando um único fuso horário. Nos Estados Unidos, as ferrovias publicaram horários com base na hora local, depois com base na hora padrão para essa ferrovia (normalmente a hora local na sede da ferrovia) e, finalmente, com base em quatro fusos horários padrão compartilhados por todas as ferrovias, onde as zonas vizinhas diferiram em exatamente uma hora. No início, o tempo ferroviário era sincronizado por cronômetros portáteis e, posteriormente, por sinais de telégrafo e rádio.
São Francisco está a 122,41°O de longitude e Richmond, Virginia está a 77,46°O de longitude. Ambos estão a cerca de 37,6°N de latitude (±.2°). A diferença de aproximadamente 45° de longitude se traduz em cerca de 180 minutos, ou 3 horas, de tempo entre o pôr do sol nas duas cidades, por exemplo. São Francisco está no fuso horário do Pacífico e Richmond está no fuso horário do leste, que estão separados por três horas, então os relógios locais em cada cidade mostram que o sol se põe aproximadamente no mesmo horário ao usar o fuso horário local. Mas um telefonema de Richmond para São Francisco ao pôr do sol revelará que ainda restam três horas de luz do dia na Califórnia.

#### Determinando o tamanho da Terra por Eratóstenes

Os raios de sol são mostrados como dois raios atingindo o solo em Assuão e Alexandria. O ângulo entre o raio de sol e um gnômon (polo vertical) em Alexandria permitiu que Eratóstenes estimasse a circunferência da Terra.

Sob a suposição de que o Sol está muito longe, o antigo geógrafo grego Eratóstenes realizou um experimento usando as diferenças no ângulo observado do Sol em dois locais diferentes para calcular a circunferência da Terra. Embora as telecomunicações modernas e a cronometragem não estivessem disponíveis, ele conseguiu garantir que as medições ocorressem ao mesmo tempo, fazendo-as quando o Sol estava mais alto no céu (meio-dia local) em ambos os locais. Usando suposições ligeiramente imprecisas sobre as localizações de duas cidades, ele chegou a um resultado dentro de 15% do valor correto.

#### Determinando o formato da Terra
Em um determinado dia, se muitas cidades diferentes medem o ângulo do Sol ao meio-dia local, os dados resultantes, quando combinados com as distâncias conhecidas entre as cidades, mostram que a Terra tem 180 graus de curvatura norte-sul. (Uma gama completa de ângulos será observada se os polos norte e sul forem incluídos, e o dia escolhido for o equinócio de outono ou primavera.) Isso é consistente com muitas formas arredondadas, incluindo uma esfera, e é inconsistente com uma forma plana.
Alguns afirmam que este experimento pressupõe um Sol muito distante, de modo que os raios incidentes sejam essencialmente paralelos, e se uma Terra plana for assumida, que os ângulos medidos podem permitir calcular a distância ao Sol, que deve ser pequena o suficiente para que sua distância os raios de entrada não são muito paralelos. No entanto, se mais de duas cidades relativamente bem separadas forem incluídas no experimento, o cálculo deixará claro se o Sol está distante ou próximo. Por exemplo, no equinócio, o ângulo de 0 graus do Polo Norte e o ângulo de 90 graus do equador predizem um Sol que teria que estar localizado essencialmente próximo à superfície de uma Terra plana, mas a diferença de ângulo entre o equador e a cidade de Nova Iorque preveria um Sol muito mais distante se a Terra fosse plana. Como esses resultados são contraditórios, a superfície da Terra não pode ser plana; os dados são, em vez disso, consistentes com uma Terra quase esférica e um Sol que está muito distante em comparação com o diâmetro da Terra.

### Circunavegação de superfície
Desde os anos 1500, muitas pessoas navegaram ou voaram completamente ao redor da Terra em todas as direções, e nenhuma descobriu uma borda ou barreira impenetrável. (Veja Circunavegação, Exploração do Ártico e História da Antártica.)
Algumas conjecturas da Terra plana que propõem que a Terra é um disco centrado no polo norte, concebem a Antártica como uma parede de gelo impenetrável que circunda o planeta e esconde quaisquer bordas. Este modelo de disco explica a circunavegação leste-oeste como simplesmente movendo-se ao redor do disco em um círculo. (Os caminhos leste-oeste formam um círculo na geometria de disco e esférica.) É possível neste modelo atravessar o Polo Norte, mas não seria possível realizar uma circunavegação que inclua o Polo Sul (que ele postula que não existe).
O Círculo Polar Ártico tem aproximadamente 16.000 km (9.900 milhas) de comprimento, assim como o Círculo Polar Antártico. Uma "verdadeira circunavegação" da Terra é definida, a fim de explicar o formato da Terra, ser cerca de 2,5 vezes mais longa, incluindo uma travessia do equador, a cerca de 40.000 km (25.000 mi). No modelo da Terra plana, as proporções exigiriam que o Círculo Polar Antártico fosse 2,5 vezes o comprimento da circunavegação, ou 2,5 × 2,5 = 6,25 vezes o comprimento do Círculo Polar Ártico.
Exploradores, pesquisadores do governo, pilotos comerciais e turistas foram à Antártica e descobriram que não é um grande anel que circunda toda a Terra, mas na verdade um continente em forma de disco menor que a América do Sul, mas maior que a Austrália, com um interior que pode de fato ser percorrido para tomar um caminho mais curto, por exemplo, da ponta da América do Sul até a Austrália, o que não seria possível em um disco.
A primeira travessia terrestre de toda a Antártica foi a Expedição Transantártica da Commonwealth em 1955-1958, e muitos aviões exploratórios desde então passaram pelo continente em várias direções.

### Distorção de grade em uma superfície esférica

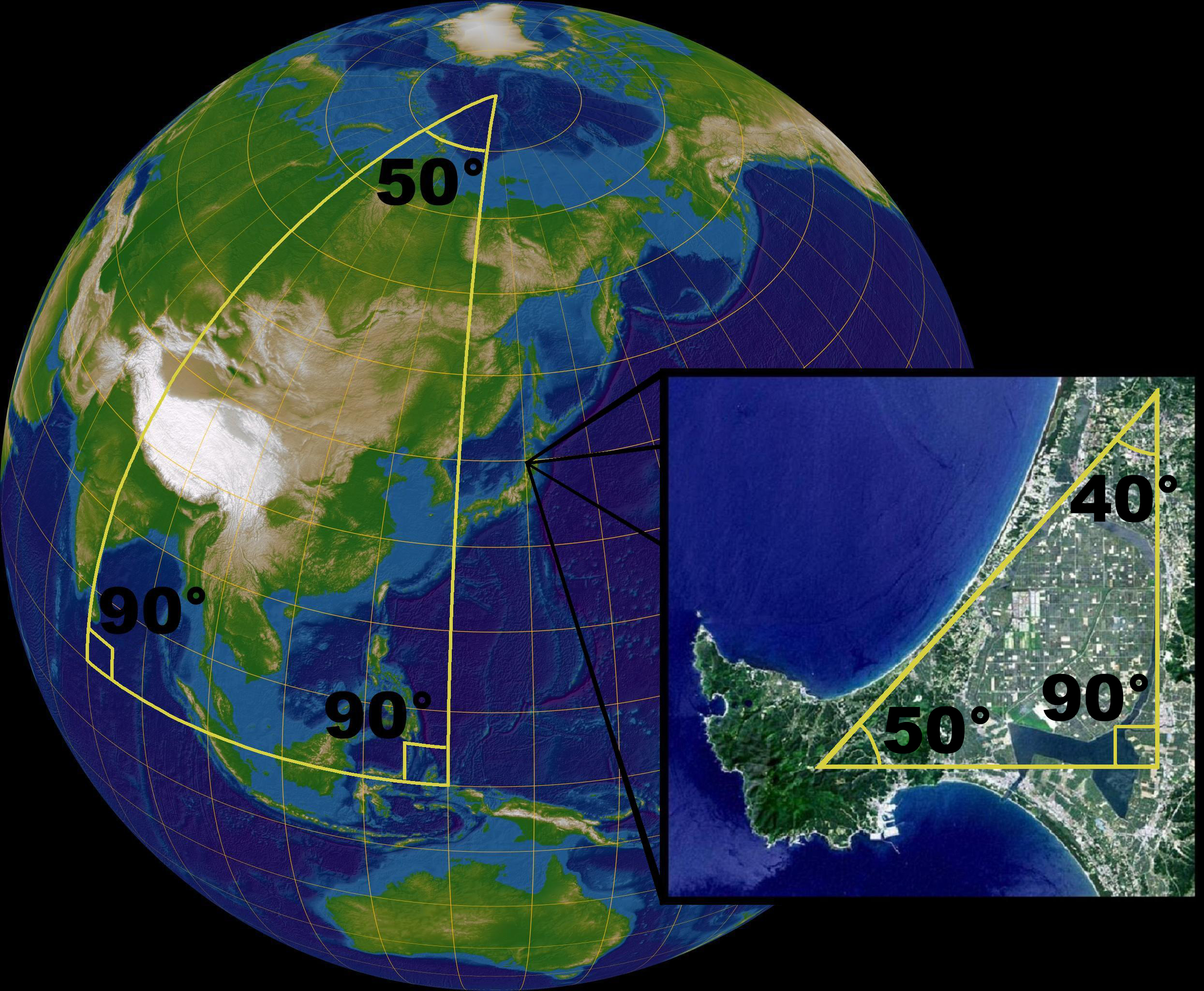
Diagrama mostrando como os ângulos internos de triângulos somam cerca de 180° quando plotados em uma área pequena e quase plana da Terra, mas somam mais de 180° (neste caso 230°) quando plotados em uma grande área com curvatura significativa

Um meridiano de longitude é uma linha onde o meio-dia solar local ocorre na mesma hora todos os dias. Essas linhas definem "norte" e "sul". Estes são perpendiculares às linhas de latitude que definem "leste" e "oeste", onde o Sol está no mesmo ângulo ao meio-dia local do mesmo dia. Se o Sol estivesse viajando de leste a oeste sobre uma Terra plana, as linhas dos meridianos estariam sempre à mesma distância – elas formariam uma grade quadrada quando combinadas com as linhas de latitude. Na realidade, as linhas meridianas se afastam à medida que se viaja em direção ao equador, o que só é possível em uma Terra redonda. Em locais onde a terra é plotada em um sistema de grade, isso causa descontinuidades na grade. Por exemplo, em áreas do meio-oeste dos Estados Unidos que usam o Public Land Survey System (Sistema de Levantamento de Terras Públicas), as seções mais ao norte e mais a oeste de um município se desviam do que seria uma milha quadrada exata. As descontinuidades resultantes às vezes são refletidas diretamente nas estradas locais, que têm dobras onde a malha não pode seguir linhas completamente retas. Essa distorção também afeta como as fotografias aéreas tiradas em grandes áreas podem ser unidas.
A projeção de Mercator tem exemplos de distorções de tamanho.

#### Triângulos esféricos versus planos
Como a Terra é esférica, as viagens de longa distância às vezes exigem direções diferentes das que se dirigiriam em uma Terra plana. Um exemplo seria um avião viajando 10.000 km (6.200 milhas) em linha reta, fazendo uma curva de 90º à direita, viajando outros 10.000 km (6.200 milhas), fazendo outra curva de 90º à direita e viajando 10 000 km (6 200 milhas) pela terceira vez. Em uma Terra plana, a aeronave teria viajado ao longo de três lados de um quadrado e chegaria a um local a cerca de 10.000 milhas (6.200 milhas) de onde começou. Mas como a Terra é esférica, na realidade ela terá viajado ao longo de três lados de um triângulo e retornado muito perto de seu ponto de partida. Se o ponto de partida for o Polo Norte, ele teria viajado para o sul do Polo Norte até o equador, depois para oeste por um quarto do caminho ao redor da Terra e depois para o norte de volta ao Polo Norte.
Na geometria esférica, a soma dos ângulos dentro de um triângulo é maior que 180° (neste exemplo 270°, tendo chegado de volta ao polo norte um ângulo de 90° em relação ao caminho de partida) ao contrário de uma superfície plana, onde é sempre exatamente 180°.

### Sistemas climáticos
Sistemas climáticos de baixa pressão com ventos internos (como um furacão) giram no sentido anti-horário ao norte do equador, mas no sentido horário ao sul do equador. Isto é devido à força inercial de Coriolis, e requer que (assumindo que eles estão ligados um ao outro e girando na mesma direção) as metades norte e sul da Terra estão inclinadas em direções opostas (como em, o norte está voltado para Polaris e o sul está de costas para ela).

### Gravidade
As leis da gravidade, química e física que explicam a formação e o arredondamento da Terra são bem testadas por meio de experimentos e aplicadas com sucesso em muitas tarefas de engenharia.
A partir dessas leis, sabe-se a quantidade de massa que a Terra contém, assim como o fato de que um planeta não esférico do tamanho da Terra não seria capaz de se sustentar contra sua própria gravidade. Um disco do tamanho da Terra, por exemplo, provavelmente racharia, aqueceria, liquefazer-se-ia e voltaria a ter uma forma aproximadamente esférica. Em um disco forte o suficiente para manter sua forma, a gravidade não puxaria para baixo em relação à superfície, mas puxaria para o centro do disco, ao contrário do que se observa em terreno plano (que causaria grandes problemas de oceanos fluindo em direção ao centro do disco).
Ignorando as outras preocupações, alguns conjecturistas da Terra plana explicam a "gravidade" observada na superfície propondo que a Terra plana está constantemente acelerando para cima (como um elevador). Tal conjectura também deixaria em aberto para explicação as marés observadas nos oceanos da Terra, que são convencionalmente explicadas pela gravidade exercida pelo Sol e pela Lua.

### Evidências baseadas em tecnologia moderna
Observações dos pêndulos de Foucault, populares em museus de ciência ao redor do mundo, demonstram tanto que o mundo é esférico quanto que gira (não que as estrelas estejam girando em torno dele).
A matemática da navegação usando satélites do Sistema de Posicionamento Global (GPS) assume que eles estão se movendo em órbitas conhecidas em torno de uma superfície aproximadamente esférica. A precisão da navegação GPS na determinação da latitude e longitude e a maneira como esses números mapeiam os locais no solo mostram que essas suposições estão corretas. O mesmo vale para o sistema operacional GLONASS executado pela Rússia, o Galileo europeu em desenvolvimento, o BeiDou chinês e o Sistema de Satélite Regional de Navegação da Índia (IRNSS).
Satélites, incluindo satélites de comunicação usados para conexões de televisão, telefone e Internet, não permaneceriam em órbita a menos que a moderna teoria da gravitação estivesse correta. Os detalhes de quais satélites são visíveis de quais lugares no solo e em que momentos provam uma forma aproximadamente esférica da Terra.
Os transmissores de rádio são montados em torres altas porque geralmente dependem da propagação na linha de visão. A distância até o horizonte é maior em altitudes mais altas, então montá-los mais alto aumenta significativamente a área que eles podem cobrir. Alguns sinais podem ser transmitidos a distâncias muito maiores, mas somente se estiverem em frequências em que possam usar a propagação de ondas terrestres, propagação troposférica, dispersão troposférica ou propagação ionosférica para refletir ou refratar sinais ao redor da curva da Terra.
As montagens equatoriais permitem que os astrônomos apontem telescópios para o mesmo objeto celeste por mais tempo enquanto compensam a rotação da Terra de maneira fácil. O eixo de uma montagem equatorial é paralelo à superfície da Terra ao observar estrelas no equador da Terra – mas perpendicular a ele ao observar de um dos polos da Terra. As montagens equatoriais foram desenvolvidas especificamente para uma Terra esférica e rotativa. Se a Terra fosse plana, uma montagem equatorial não faria sentido.

#### Engenharia de construção
O projeto de algumas grandes estruturas precisa levar em conta o formato da Terra. Por exemplo, as torres da Ponte Humber, embora ambas verticais em relação à gravidade, estão 36 mm (1,4 polegadas) mais afastadas na parte superior do que na parte inferior devido à curvatura da Terra. Assim também como ao projetar a Ponte Verazzano-Narrows, por causa da altura das torres (211 m) e sua distância umas das outras (1.298 m), teve que se levar em conta a curvatura da superfície da Terra, e por esse motivo, as torres não são paralelas entre si, mas estão (41,275 mm) mais afastadas em seus topos do que em suas bases.

#### Aeronaves e naves espaciais

Gráfico de latitude vs velocidade tangencial. A linha tracejada mostra o exemplo do Centro Espacial Kennedy. A linha pontilhada indica a velocidade de cruzeiro típica de um avião

Pessoas em aeronaves voando alto ou saltando de balões de alta altitude podem ver claramente a curvatura da Terra. Aviões voando baixo e aviões comerciais não necessariamente voam alto o suficiente para tornar isso óbvio, especialmente quando as janelas dos passageiros estreitam o campo de visão ou as nuvens ou o terreno reduzem a altura efetiva da superfície visível. Tentar medir a curvatura do horizonte tirando uma foto é complicado pelo fato de que tanto as janelas quanto as lentes da câmera podem produzir imagens distorcidas dependendo do ângulo usado. Uma versão extrema desse efeito pode ser vista na lente olho de peixe. Medições científicas exigiriam uma lente cuidadosamente calibrada.
A maneira mais rápida de um avião viajar entre dois pontos distantes é uma rota de grande círculo. Esta rota é mostrada como curva em qualquer mapa, exceto em uma projeção gnomônica.
Fotos do solo tiradas de aviões em uma área grande o suficiente também não se encaixam perfeitamente em uma superfície plana, mas se encaixam em uma superfície aproximadamente esférica. Fotografias aéreas de grandes áreas devem ser corrigidas para levar em conta a curvatura.
Muitas fotos foram tiradas de toda a Terra por satélites lançados por vários governos e organizações privadas. De órbitas altas, onde metade do planeta pode ser visto de uma só vez, é claramente esférico. A única maneira de juntar todas as fotos tiradas do solo de órbitas mais baixas para que todas as características da superfície se alinhem perfeitamente e sem distorção é colocá-las em uma superfície aproximadamente esférica.
Os astronautas em órbita baixa da Terra podem ver pessoalmente a curvatura do planeta e viajar várias vezes ao dia. Os astronautas que viajaram para a Lua viram toda a metade voltada para a Lua de uma só vez e podem observar a esfera girar uma vez por dia (aproximadamente; a Lua também está se movendo em relação à Terra).
Quando a aeronave supersônica Concorde decolou pouco depois do pôr do sol de Londres e voou para o oeste para Nova Iorque, ultrapassou o movimento aparente do Sol para o oeste – e, portanto, os passageiros a bordo observaram o Sol nascendo no oeste enquanto viajavam. Após o desembarque em Nova Iorque, os passageiros assistiram a um segundo pôr do sol no oeste.
Como a velocidade da sombra do Sol é mais lenta nas regiões polares (devido ao ângulo mais acentuado), mesmo uma aeronave subsônica pode ultrapassar o pôr do sol ao voar em altas latitudes. Um fotógrafo usou uma rota aproximadamente circular ao redor do Polo Norte para tirar fotos de 24 pores do sol no mesmo período de 24 horas, pausando o progresso para o oeste em cada fuso horário para permitir que a sombra do Sol o alcançasse. A superfície da Terra gira a aproximadamente 289,96 km/h a 80° norte ou sul, e 1 674,4 km/h no equador.